# Nekros

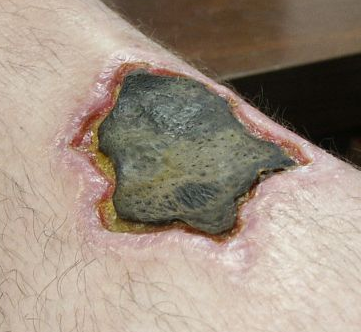
Nekrotiskt sår till följd av ett spindelbett.

Nekros (latin: necrosis, gr. ne'krosis, "bortdöende"), förr kallbrand, är sjuklig cell- och vävnadsdöd i en organism, till skillnad från apoptos som innebär en programmerad celldöd som gynnar organismen. Blir nekrosen tillräckligt stor kan det leda till organismens död.

## Typer av nekros
Man skiljer på sju olika former av nekros:
- Koagulationsnekros, är karaktäristisk för ischemiska nekrosprocesser (celldöd till följd av syrebrist) som till exempel vid infarkter i hjärtmuskulatur eller liknande, dock ej i hjärnvävnad. Typiskt är att vävnadens arkitektur bevaras de första dagarna för att sedan fibrotiseras. Eventuellt sker fördröjningen i ärrbildningen (fibrosen) för att syrebristen även påverkar de faktorer och celler som behövs för ärrbildningen.
- Vätskenekros då vävnaden löses upp och bildar var, typiskt för infektioner.
- Ostig nekros orsakas av tuberkulos eller svampar, och kan ses som en mellanform av koagulationsnekros och vätskenekros.
- Gummatös nekros i samband med syfilis.
- Blödningsnekros uppstår när det venösa avflödet från ett organ blockeras.
- Fettnekros bildas när lipas verkar på fettvävnad, exempelvis vid pankreatit. Fettnekros kan också vara av traumatiskt slag, cellerna krossas helt enkelt av ett yttre våld. Platsen för den traumatiserade fettnekrosen kommer att få tydliga sjok av bindväv, dessa är ofta en differentialdiagnos till bröstcancer.
- Fibrös nekros innebär att det avlagras fibrin i artärväggarna, och är en form av autoimmun sjukdom.

## Orsaker
Orsakerna till lokal celldöd är många och av mycket växlande art. En del av dem består i yttre inverkan på vävnaden, såsom direkt yttre våld med krossning eller sönderslitning av cellerna. Andra vanliga orsaker är temperaturen (köldskador eller brännskador). Andra viktiga orsaksmoment är att söka i cirkulationsrubbningar, genom vilka tillförseln av nytt blod till en vävnadsdel sjunker under den mängd, som krävs för att vävnaden skall överleva. Exempelvis kan solida tumörer växa så fort att det inte hinner växa in blodkärl i dem. Detta gör att mitten av tumören dör av syrebrist.
Cellerna som gränsar till de celler som dött av syrebrist eller temperaturförändringar kommer i varierande grad att vara skadade. DNA-skador stimulerar p53 i dem. Om tillräckligt mycket p53 aktiveras kommer cellen att gå i apoptos. Anledningen till detta är att skydda kroppen från muterade celler. Detta har stor betydelse vid hjärt- och hjärninfarkt då ett litet område närmast blodproppen går i nekros av syrebrist. Efter någon timme går ett stort område runt blodproppen i apoptos. Eftersom skadorna till stor del beror på apoptos och inte på nekros kan man lindra skadorna genom att snabbt tillföra antiapoptotiska läkemedel.
Många andra fall av lokal vävnadsdöd är orsakade av gifter av olika slag, varvid såväl nekros som nekrobios kan inträda. Bland sådana gifter är de av mikroorganismer (framför allt bakterier) alstrade särdeles viktiga.
Mekanismen för nekros på cellnivå involverar troligen mekanisk skada på plasmamembranet, vilket leder till att jongradienter inte kan upprätthållas och ATP-produktionen upphör, vilket i sin tur leder till ytterligare störningar i jongradienterna vilket slutligen på grund av osmos leder till lysering av cellen.
Att en vävnad befinner sig i nekros syns mikroskopiskt hos cellkärnan som genomgår tre förändringar: pyknos, karyolys och karyorrhexi.
Gradvis insättande nekros i huden i samband med diabetes kallas nekrobios.